# Isaachie Mărturisitorul
Sfântul Isaachie (Isaac) Mărturisitorul (n. secolul al IV-lea d.Hr., Imperiul Roman de Răsărit – d. 30 mai 383 d.Hr., Constantinopol, Europa⁠, Imperiul Roman de Răsărit), fondatorul Mănăstirii Dalmaților din Constantinopol, a fost un călugăr creștin grec bizantin care este pomenit ca sfânt și mărturisitor. Uneori este numit Isaac Dalmațianul, nu pentru că s-a născut în Dalmația, ci din cauza mănăstirii pe care a fondat-o.

## Viață

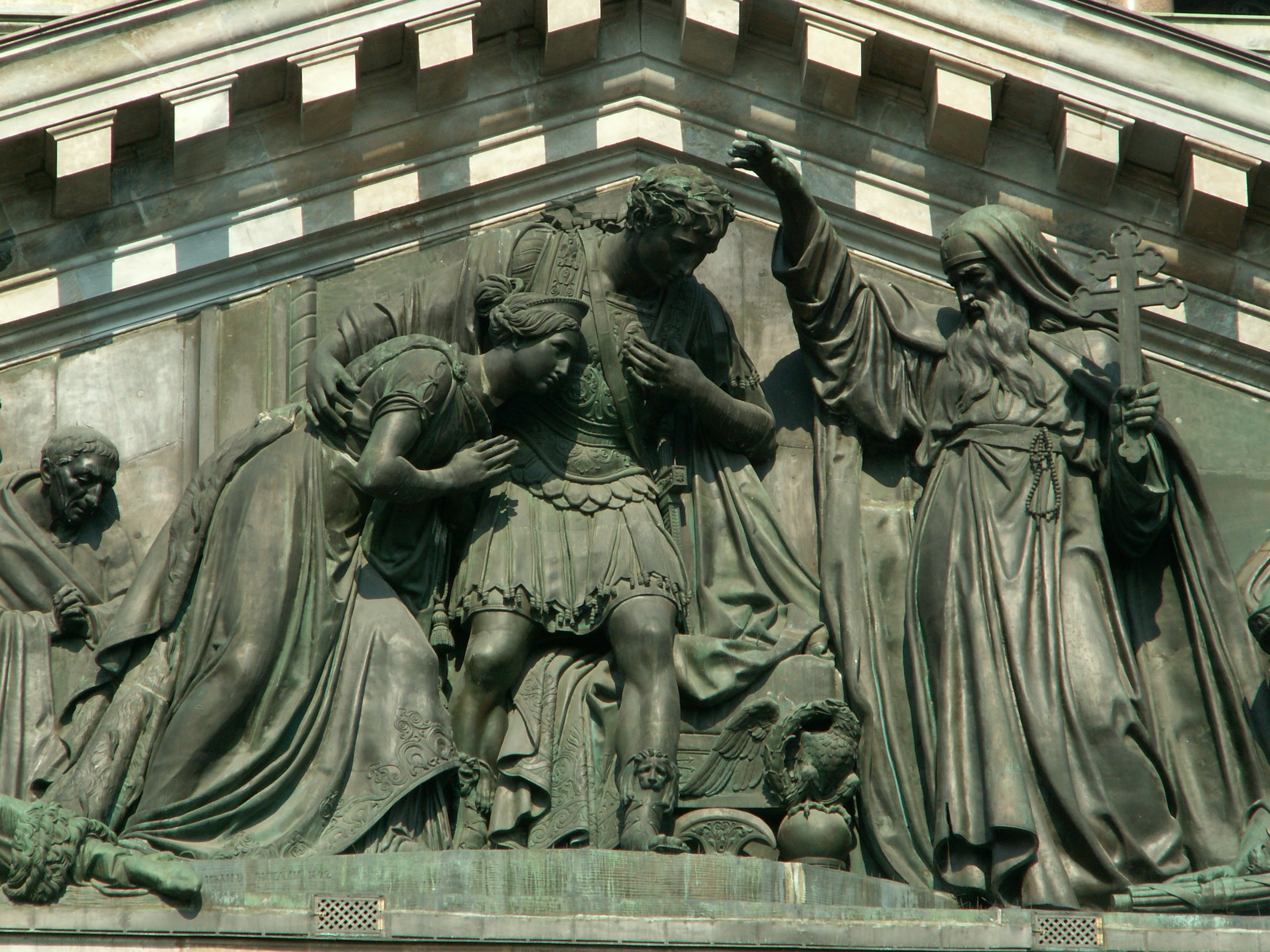
„Întâlnirea lui Isaac cu împăratul Teodosiu” (basorelief al catedralei Sf. Isaac)

După unele relatări, Isaac ar fi fost sirian, dar acest lucru este îndoielnic. Anumite detalii despre viața sa timpurie sunt necunoscute, dar istoria consemnează că Isaac era un pustnic care trăia într-o mică colibă din pustia în afara Constantinopolului. Conform istoricilor Teodoret de Cir și Sozomenos, în anul 378, când a auzit că împăratul roman Valens a căzut în erezia arianismului și a persecutat creștinii niceeni (dând afară episcopi, închizând unele biserici și forțându-i pe alții să adopte învățătura lui Arie din Alexandria), Isaac s-a dus în orașul imperial pentru a se confrunta cu împăratul. În acea perioadă, Valens pregătea o campanie militară împotriva goților care au trecut Dunărea pentru a se așeza în Tracia. După mai multe încercări de a-l face pe împărat să renunțe la persecuțiile sale, Isaac a profețit că Valens va „muri în flăcări” din cauza faptelor sale. Împăratul a poruncit ca Isaac să fie aruncat în închisoare, jurând că îl va pedepsi pe Isaac și îl va omorî la întoarcerea din bătălie. Curând după aceea, la 9 august 378, Valens a fost învins în bătălia de la Adrianopol și a murit într-un incendiu după ce s-a refugiat într-o șură. 

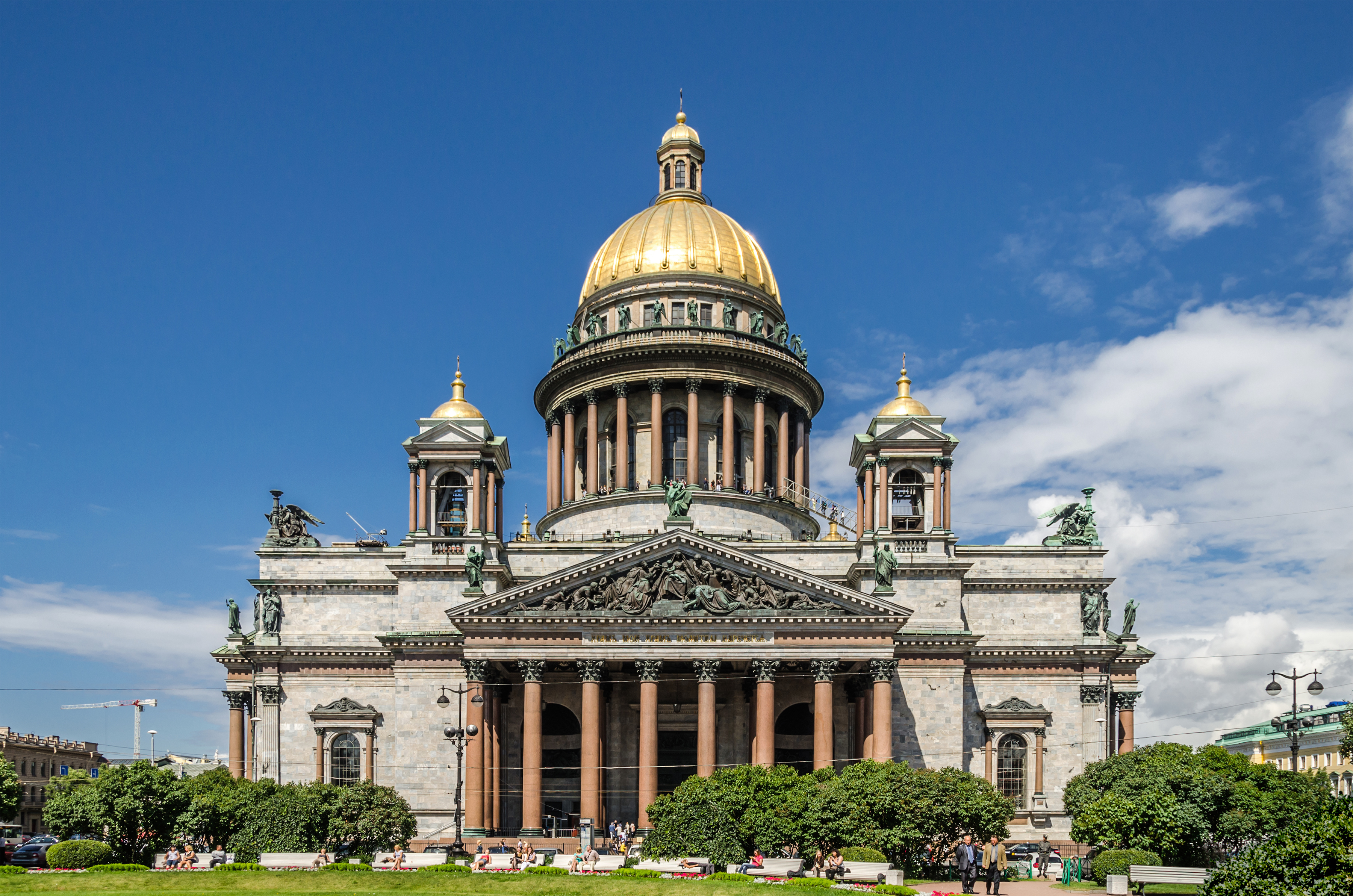
Catedrala Sfântul Isaac din Piața Sfântul Isaac din Sankt Petersburg, Rusia

Succesorul lui Valens, împăratul Teodosiu I, l-a eliberat pe Isaac, a interzis arianismul și a redeschis bisericile închise de Valens. Isaac a dorit să se întoarcă la viața sa monahală din pustie, dar un aristocrat bogat pe nume Saturninus a construit o mănăstire pentru Isaac la Constantinopol, căreia i-a devenit primul egumen (stareț). Isaac este cunoscut și ca apărător zelos al ortodoxiei creștine la cel de-al doilea sinod ecumenic, care a avut loc la Constantinopol în 381.
La sfârșitul vieții sale, Isaac i-a încredințat conducerea mănăstirii celui mai apropiat discipol al său, Dalmatus, care mai târziu a fost el însuși canonizat ca sfânt. Datorită lui Dalmatus, mănăstirea a ajuns să fie cunoscută sub numele de Mănăstirea Dalmaților. Isaac a murit în mănăstirea sa la 30 mai 383, cu toate că alții plasează acest eveniment în jurul anului 396. Viața lui Ioan Gură de Aur include menționarea Sfântului Isaac care a trăit în secolul al V-lea.
Atât bisericile ortodoxe, cât și cele catolice l-au glorificat pe Isaac ca un sfânt. La ortodocși, ziua pomenirii sale cade la 30 mai și este comemorat și împreună cu alți sfinți de la mănăstirea sa pe 3 august (printre care și Dalmat). Moaștele lui Isaac au fost mai întâi depuse în Biserica Sf. Ștefan, aflată lângă Mănăstirea Dalmaților, apoi au fost mutate în Biserica Tuturor Sfinților.
Țarul Petru I cel Mare al Rusiei (care a domnit în perioada 1682–1725), a cărui zi de naștere a căzut în ziua sărbătorii Sfântului Isaac, 30 mai, l-a adoptat pe Isaac ca sfânt-patron al dinastiei Romanov. Catedrala Sfântul Isaac din orașul Sankt Petersburg (în rusă Исаа́киевский Cобо́р), unde se găsesc moaște ale Sfântului Andrei, este consacrată în cinstea sa.